# Kurt Stöpel
Kurt Stöpel (12 maart 1908 - 11 juni 1997) was een Duits wielrenner.

## Levensloop en carrière
Stöpel werd prof in 1930. In 1932 schreef Stöpel geschiedenis. Hij was de eerste Duitser die een rit won in de Ronde van Frankrijk, hij was de eerste Duitse geletruidrager en de eerste Duitser die op het podium in de Ronde van Frankrijk eindigde.

## Resultaten in voornaamste wedstrijden
| Jaar | Ronde van Italië | Ronde van Frankrijk | Ronde van Spanje |
| ---- | ---------------- | ------------------- | ---------------- |
| 1931 |                  | 16e                 |                  |
| 1932 | 5e               | ↑ (1)               |                  |
| 1933 | 8e               | 10e                 |                  |
| 1934 |                  | 22e                 |                  |
| 1935 |                  | opgave              |                  |

| Jaar |  | WK op de weg |
| ---- |  | ------------ |
| 1931 |  | 4e           |
| 1932 |  |              |
| 1933 |  |              |
| 1934 |  |              |
| 1935 |  |              |